# Bindu

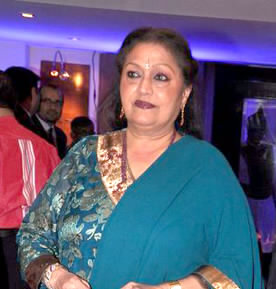
Bindu 2012

Bindu Desai (* 17. April 1941 in Valsad, Gujarat) ist eine indische Schauspielerin. Andere Quellen geben Bindus Geburtsdatum mit 17. Januar 1951 an.

## Werdegang
Bindu ist die Tochter des Filmproduzenten Nanubhai Desai und dessen Ehefrau Jyotsna Desai, einer Bühnenschauspielerin. Sie wuchs in dem Dorf Hanuman Bhagda im Distrikt Valsad auf. Ihr Vater starb, als sie 13 Jahre alt war; als ältestes Kind musste sie nun für die Familie sorgen.
Ihr Debüt gab Bindu 1962 in der Rolle als Kiran, gut ausgebildete Tochter eines Analphabeten, in dem musikalischen Familiendrama Anpadh, nachdem sie 1960 eine Statistenrolle in dem romantischen Drama Ek Phool Char Kaante innehatte. Erste Erfolge stellten sich mit Rollen in dem Mystery-Thriller Ittefaq und dem Familiendrama Do Raaste (beide 1969) ein. Große Bekanntheit erlangte sie durch ihre Rolle des Vamps Shabnam in dem Filmdrama Kati Patang, das in Indien zu den fünfzig erfolgreichsten Filmen der 1970er-Jahre zählt. Der Tanz „Mera Naam Shabbo“, den sie dort zeigte, gilt heute noch als einer der Höhepunkte des Films. Einen weiteren Erfolg konnte sie 1973 mit dem musikalischen Drama Abhimaan verzeichnen. In den Familiendramen Imtihan und Hawas, beide erschienen 1974, faszinierte sie einmal als Verführerin Rita und zum anderen als Nymphomanin Kamini Singh. Dass sie aber auch anders konnte, bewies sie in dem Drama Chaitali von 1975, in dem sie Bindu Prabha, eine verkrüppelte Frau verkörperte und in dem Familiendrama Arjun Pandit, in dem sie ebenfalls in einer wenig glamourösen Rolle besetzt war.
Seit den frühen 1970er Jahren gehört Bindu zu den erfolgreichsten Schauspielerinnen Indiens. Mit ihren frühen Rollen gelang es ihr, den Mythos zu widerlegen, dass verheiratete Schauspielerinnen in der Regel nicht zu Sex-Symbolen der Hindi-Filmindustrie werden können.
Anfang der 1980er-Jahre kehrte Bindu nach einem persönlichen Schicksalsschlag in anders gearteten Rollen auf die Leinwand zurück, so in dem Action-Drama Hero (1983), der dramatischen Komödie Biwi Ho To Aisi (1988) und dem Actiondrama Kishen Kanhaiya (1990). In der musikalischen Komödie Hum Aapke Hain Koun…! (1994) trat sie in der Rolle der zynischen Tante auf. Bekannt ist Bindu auch für ihre Verkörperung der Missis Kakkad in der 2004 erschienenen dramatischen Kriminalkomödie Ich bin immer für Dich da! In dem vielfach ausgezeichneten Hindi-Film Om Shanti Om von 2007 verkörperte sie die Kamini. Ihre bisher letzte filmische Arbeit datiert aus dem Jahr 2013 in dem Actionfilm Dushman Ke Khoon Paani Hai. Ihr Schaffen bis zu diesem Zeitpunkt umfasst 248 Produktionen.

## Privates
Mit 21 Jahren heiratete Bindu den Geschäftsmann Champaklal Zaveri. Nach einer Fehlgeburt, rieten ihr ihre Ärzte, auf ihre glamourösen Tanzeinlagen in ihren Filmen zu verzichten. Die Schauspielerin, die sich für Pferderennen interessiert, lebt im Koregaon Park in Pune.

## Filmographie (Auswahl)
- 1960: Urudu – Ek Phool Char Kaante
- 1962: Anpadh
- 1967: Aurat
- 1969: Do Raaste
- 1969: Ittefaq
- 1970: Kati Patang
- 1972: Amar Prem
- 1973: Abhimaan
- 1973: Dharma
- 1973: Zanjeer
- 1974: Imtihan
- 1974: Hawas
- 1975: Chaitali
- 1976: Arjun Pandit
- 1979: Amar Deep
- 1982: Prem Roog
- 1983: Hero
- 1988: Biwi Ho To Aisi
- 1990: Kishen Kanhaiya
- 1992: Shola aur Shabnam
- 1994: Hum Aapke Hain Koun…!
- 2004: Ich bin immer für Dich da! (Main Hoon Na)
- 2007: Om Shanti Om

## Auszeichnungen
Jeweils nominiert als „Beste Nebendarstellerin“ für einen Filmfare Award, die älteste und wichtigste Auszeichnung für Hindi-Filme: 
- 1969 für ihre Leistung in Ittefaq
- 1970 für ihre Leistung in Do Raaste
- 1972 für ihre Leistung in Abhimaan
- 1974 für ihre Leistung in Imtihan
- 1974 für ihre Leistung in Hawas
- 1976 für ihre Leistung in Arjun Pandit